# Djamel Zidane
Djamel Zidane (ur. 28 kwietnia 1955 w Algierze) – algierski piłkarz. Grał na pozycji napastnika. Karierę zakończył w 1990 roku.
W 1982 i 1986 wystąpił z reprezentacją Algierii na Mundialu (strzelił bramkę Irlandii Północnej w 1986). Grał w belgijskiej Eerste Klasse, w KSC Lokeren, KV Kortrijk oraz Waterschei Thor.